# Japhet Sery Larsen
Japhet Sery Larsen (10 aprile 2000) è un calciatore danese, difensore del Brann.

## Carriera
Ha giocato nella prima divisione danese ed in quella norvegese. Con il Bodø/Glimt ha giocato 3 partite in Conference League nella stagione 2021-2022, una partita nei turni preliminari di Champions League nella stagione 2022-2023 ed una partita in Europa League sempre nella medesima stagione.

## Palmarès
- Coppa di Norvegia: 1

Brann: 2022-2023